# Comuna Kobîlovolokî, Terebovlea
Kobîlovolokî (în ucraineană Кобиловолоки) este o comună în raionul Terebovlea, regiunea Ternopil, Ucraina, formată din satele Kobîlovolokî (reședința) și Mlînîska.

## Demografie
Componența lingvistică a comunei Kobîlovolokî
     Ucraineană (99,61%)
     Alte limbi (0,35%)
Conform recensământului din 2001, majoritatea populației comunei Kobîlovolokî era vorbitoare de ucraineană (99,61%), existând în minoritate și vorbitori de alte limbi.